# Wahkare Cheti I.
Wahkare Cheti I. (Wah-ka-Re Cheti) war ein altägyptischer König (Pharao) der 9. Dynastie (Erste Zwischenzeit).

## Herrschaft
Ob Achtoes, der nach Manetho erster Herrscher der Dynastie war, mit Wah-ka-Re-cheti identisch ist, ist fraglich. Nach Manetho war er sehr grausam, wurde wahnsinnig und schließlich von einem Krokodil gefressen.
Ein Sarg der 12. Dynastie, der Wah-ka-Re-cheti in den Sargtexten nennt, wurde in Dair al-Berscha gefunden. Eventuell sind diese Texte für den Herrscher geschrieben und später kopiert worden.